# Jack Hathaway
Pour les articles homonymes, voir Hathaway.
Jack Hathaway, commander de l'United States Navy, est un astronaute américain sélectionné en 2021 au sein du groupe d'astronautes 23 de la NASA.

## Biographie
Jack Hathaway est originaire du Connecticut. Il a obtenu un baccalauréat en physique et en histoire à l'Académie navale d'Annapolis et a terminé des études supérieures à l'université de Cranfield au Royaume-Uni et au Naval War College. Aviateur naval distingué, Hathaway a volé au sein du Strike Fighter Squadron 14 de la Navy (en) à bord du USS Nimitz (CVN-68) et du Strike Fighter Squadron 136 à bord du USS Harry S. Truman (CVN-75). Il est diplômé de l'Empire Test Pilots' School (en), a soutenu le Comité des chefs d'état-major interarmées du Pentagone et a récemment été nommé directeur potentiel du Strike Fighter Squadron 81. Il compte plus de 2 500 heures de vol dans 30 types d'avions, plus de 500 appontages et a effectué 39 missions de combat.